# HALCA
HALCA (Highly Advanced Laboratory for Communications and Astronomy), также известен под именем проекта VSOP (VLBI Space Observatory Programme), кодовым названием MUSES-B (для второй серии космических кораблей Mu), или просто Haruka (は る か) — японский космический радиотелескоп диаметром 8 метров, который использовался для интерферометрии с очень длинной базой (VLBI). Это была первая такая космическая миссия VLBI.

## История
Был размещён на высокоэллиптической орбите с апогеем 21 400 км, перигеем 560 км и периодом обращения около 6,3 часа. Эта орбита позволяла получать изображения небесных радиоисточников со спутника в сочетании с массивом наземных радиотелескопов, так что были получены как хорошее (u, v) покрытие плоскости, так и очень высокое разрешение.
Был предназначен для наблюдения в трёх полосах частот: 1,6 ГГц, 5,0 ГГц и 22 ГГц, однако чувствительность на частоте 22 ГГЦ после размещения на орбите сильно ухудшилась, что, вероятно, вызвано вибрационной деформацией формы тарелки при запуске, что ограничило наблюдения полосами частот 1,6 ГГц и 5,0 ГГц.
HALCA был запущен в феврале 1997 года из Космического центра Кагосима и выполнил последние наблюдения для проекта VSOP в октябре 2003 года, намного превысив прогнозируемый срок службы 3 года до потери контроля ориентации. Все операции были официально завершены в ноябре 2005 года.
Была запланирована последующая миссия ASTRO-G (VSOP-2) с предполагаемой датой запуска в 2012 году, но в конечном итоге проект был отменён в 2011 году из-за растущих затрат и трудностей в достижении своих научных целей. Ожидалось, что он достигнет разрешений до десяти раз более высоких и в десять раз большей чувствительности, чем у его предшественника HALCA.
Отмена ASTRO-G оставила российскую миссию Спектр-Р единственным действующим на тот момент космическим объектом VLBI.

## Антенна
Большая 8-метровая антенна должна была разворачиваться в космосе, поскольку она не помещалась в развёрнутом виде в обтекателе ракеты. Антенна представляла собой металлическую сетку, состоящую из 6000 кабелей. Чтобы сформировать идеальную форму, кабели должны иметь идеальную длину. Для этого длина кабелей была отрегулирована на задней стороне антенны. Одной из проблем было то, что кабели могут запутаться. Развёртывание основного рефлектора началось 27 февраля 1997 года, заняло три часа в первый день и было завершено на следующий день за 20 минут.

## Достигнутые результаты
- Наблюдения за водяными мазерами и пульсарами на частоте 1,6 ГГц
- Обнаружение интерференционных полос для квазара PKS1519-273 между HALCA и наземными радиотелескопами
- Программы визуализации квазаров, радиогалактик и т. д. с помощью экспериментальных наблюдений VLBI с использованием сетей HALCA и наземных радиотелескопов

## Галерея

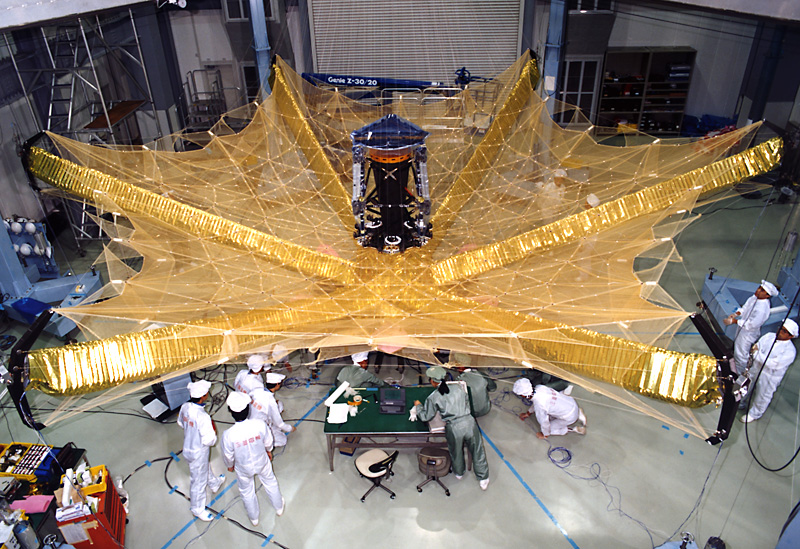
Харука во время теста развёртывания
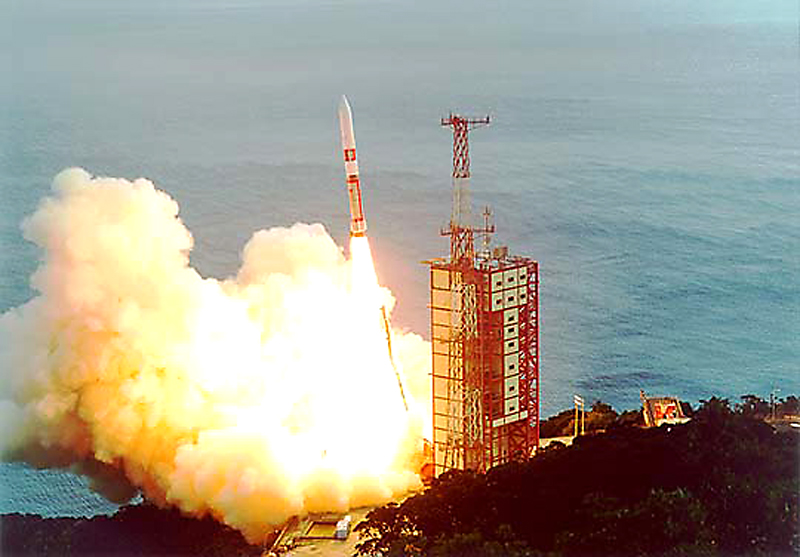
Запуск Харуки на борту ракеты Mю-5
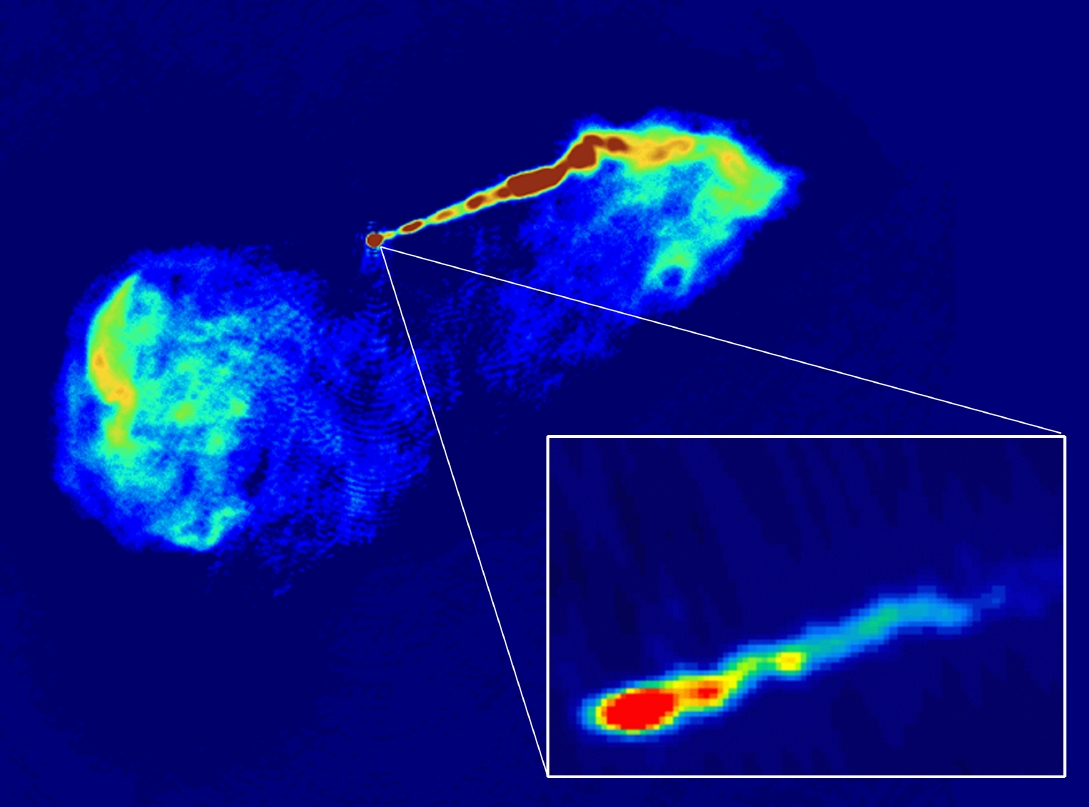
Большое изображение показывает M87, как наблюдалось с VLA, вставка показывает наблюдения с VLBA и HALCA
Многоэпоховые наблюдения квазара VSOP J1927+7358, наблюдавшиеся с помощью VSOP между 1997 и 2001 гг.